# سونيت 82
السونيت 82 هي واحدة من السوناتات الـ 154 التي كتبها الكاتب والشاعر الإنجليزي وليام شكسبير.

## قراءات إضافية
الطبعة الأولى؛
- شكسبير, وليم (1609). Shake-speares Sonnets: Never Before Imprinted [سونيتات شيكسبير: لم تُطبع من قبل] (بالإنجليزية). لندن: Thomas Thorpe. Retrieved 2020-04-15.
- شكسبير, وليم (1905). Lee, Sidney (ed.). Shakespeares Sonnets: Being a reproduction in facsimile of the first edition [سونيتات شيكسبير: نسخة طبق الأصل من الطبعة الأولى] (بالإنجليزية). أكسفورد: دار نشر جامعة أكسفورد. OCLC:458829162. Retrieved 2020-04-15.

طبعات مختلفة؛
- شكسبير, وليم (1916). Alden, Raymond Macdonald (ed.). The Sonnets of Shakespeare [سونيتات شيكسبير] (بالإنجليزية). بوسطن: Houghton Mifflin Company. OCLC:234756. Retrieved 2020-04-15.
- شكسبير، وليم (1944). Rollins، Hyder Edward (المحرر). A New Variorum Edition of Shakespeare: The Sonnets [2 Volumes] [طبعة فاريورم الجديدة من سونيتات شيكسبير [مجلدان]]. فيلادلفيا: ليبينكوت  [لغات أخرى]‏. OCLC:6028485.{{استشهاد بكتاب}}:  صيانة الاستشهاد: علامات ترقيم زائدة (link)

الطبعات النقدية الحديثة؛
- شكسبير، وليم (2007). Atkins، Carl D. (المحرر). Shakespeare's Sonnets: With Three Hundred Years of Commentary [سونيتات شيكسبير: مع ثلاثة قرون من التعليقات]. ماديسون: Fairleigh Dickinson University Press. ISBN:978-0-8386-4163-7. OCLC:86090499.
- شكسبير، وليم (2000) [الطبعة الأولى 1977]. Booth، Stephen (المحرر). Shakespeare's Sonnets [سونيتات شيكسبير] (ط. منقحة). نيو هافن: Yale Nota Bene. ISBN:0-300-01959-9. OCLC:2968040.
- شكسبير، وليم (2002). Burrow، Colin (المحرر). The Complete Sonnets and Poems [السونيتات والقصائد الكاملة]. The Oxford Shakespeare. أكسفورد: دار نشر جامعة أكسفورد. ISBN:978-0192819338. OCLC:48532938.
- شكسبير، وليم (2010) [الطبعة الأولى 1997]. Duncan-Jones، Katherine (المحرر). Shakespeare's Sonnets [سونيتات شيكسبير]. The Arden Shakespeare, السلسلة الثالثة (ط. منقحة). لندن: دار بلومزبري. ISBN:978-1-4080-1797-5. OCLC:755065951.
- شكسبير، وليم (1996). Evans، G. Blakemore (المحرر). The Sonnets [سونيتات شيكسبير]. The New Cambridge Shakespeare. كامبريدج: مطبعة جامعة كامبريدج. ISBN:978-0521294034. OCLC:32272082.
- شكسبير، وليم (1995) [الطبعة الأولى 1986]. Kerrigan، John (المحرر). The Sonnets ; and, A Lover's Complaint [سونيتات شيكسبير؛ و، شكوى عاشق]. New Penguin Shakespeare (ط. منقحة). دار بنجوين للنشر. ISBN:0-14-070732-8. OCLC:15018446.
- شكسبير، وليم (2006). Mowat، Barbara A.؛ Werstine، Paul (المحررون). Shakespeare's Sonnets & Poems [سونيتات وقصائد شيكسبير]. مكتبة فولجر الشكسبيرية. نيويورك: Washington Square Press. ISBN:978-0743273282. OCLC:64594469.
- شكسبير، وليم (2001). Orgel، Stephen (المحرر). The Sonnets [سونيتات شيكسبير]. The Pelican Shakespeare (ط. منقحة). نيويورك: دار بنجوين للنشر. ISBN:978-0140714531. OCLC:46683809.
- شكسبير، وليم (1997). Vendler، Helen (المحرر). The Art of Shakespeare's Sonnets [فن سونيتات شيكسبير]. كامبريدج، ماساتشوستس: دار نشر جامعة هارفارد. ISBN:0-674-63712-7. OCLC:36806589.